# اچ‌ام‌اس ونگارد (۱۸۳۵)
اچ‌ام‌اس ونگارد (۱۸۳۵) (به انگلیسی: HMS Vanguard (1835)) یک کشتی بود که طول آن ۱۹۰ فوت (۵۸ متر) بود. این کشتی در سال ۱۸۳۵ ساخته شد.